# A Semana
A Semana (Portugiesisch für „Die Woche“) ist eine kapverdische Tageszeitung. Sie berichtet über die Nachrichten im Archipel und bringt lokale Berichte von jeder Insel. A Semana hat ihren Sitz in der kapverdischen Hauptstadt Praia und ist eine der verbreitetsten Zeitschriften in Kap Verde.
Die Zeitung ist eine der wichtigsten in Kap Verde und im Internet präsent. Sie wird auf Portugiesisch veröffentlicht, mit Ausnahme einiger Artikel auf kapverdischem Kreol oder auf der Website auf Englisch. Sie gilt als der linken Partei Partido Africano da Independência de Cabo Verde (PAICV) nahestehend.

## Geschichte
A Semana wurde gleichzeitig mit Expresso das Ilhas 1991 in einem für politische Debatten günstigen Kontext gegründet: Das Einparteiensystem wurde im September 1990 abgeschafft und die ersten Mehrparteienwahlen fanden Anfang 1991 statt: die kapverdischen Parlamentswahlen 1991 im Januar und die Präsidentschaftswahlen im Februar. Der Expresso steht eher der Movimento para a Democracia (MPD), einer Mitte-Rechts-liberalen Partei nahe.
Im politischen Leben Kap Verdes etablierte sich eine Überparteilichkeit, die zunächst recht angespannt war. In den 1990er Jahren dominierte die Movimento para a Democracia das Parlament und stellte den Premierministers. Jorge Soares, der Chef der Zeitung, erhielt Drohungen und es wurden Beschwerden gegen ihn eingereicht.
Die Zeitung feierte 2001 ihr 10-jähriges Bestehen.
Ein bedeutender Beitrag war das Interview mit Corsino Fortes im Oktober 2013.

## Inhalte
Neben Sports (Lance Desportivo), Wetter, Wirtschaft, Finanzen (O Cifrão) und Veranstaltungen hat die A Semana eine Rubrik „Kriolidadi“ für kapverdische Unterhaltung und Kultur. Kriolidadi wird wöchentlich zusammen mit der Zeitung ausgeliefert. Seit 2006 gibt es das Internetangebot.

## Redakteure
- João Branco, Theaterschauspieler
- Sanny Fonseca
- Teresa Sofia Fortes
- Constânça de Pina
- Filomena Silva (–2010)[4]
- Alírio Dias de Pina